# 염호

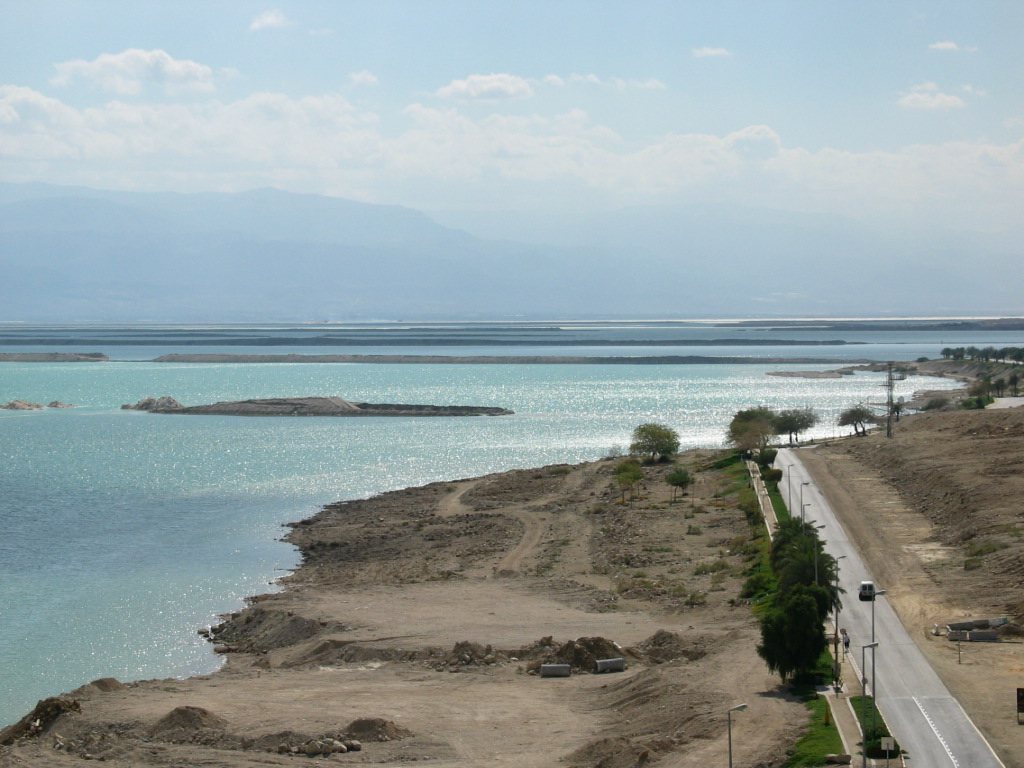
대표적인 염호인 사해

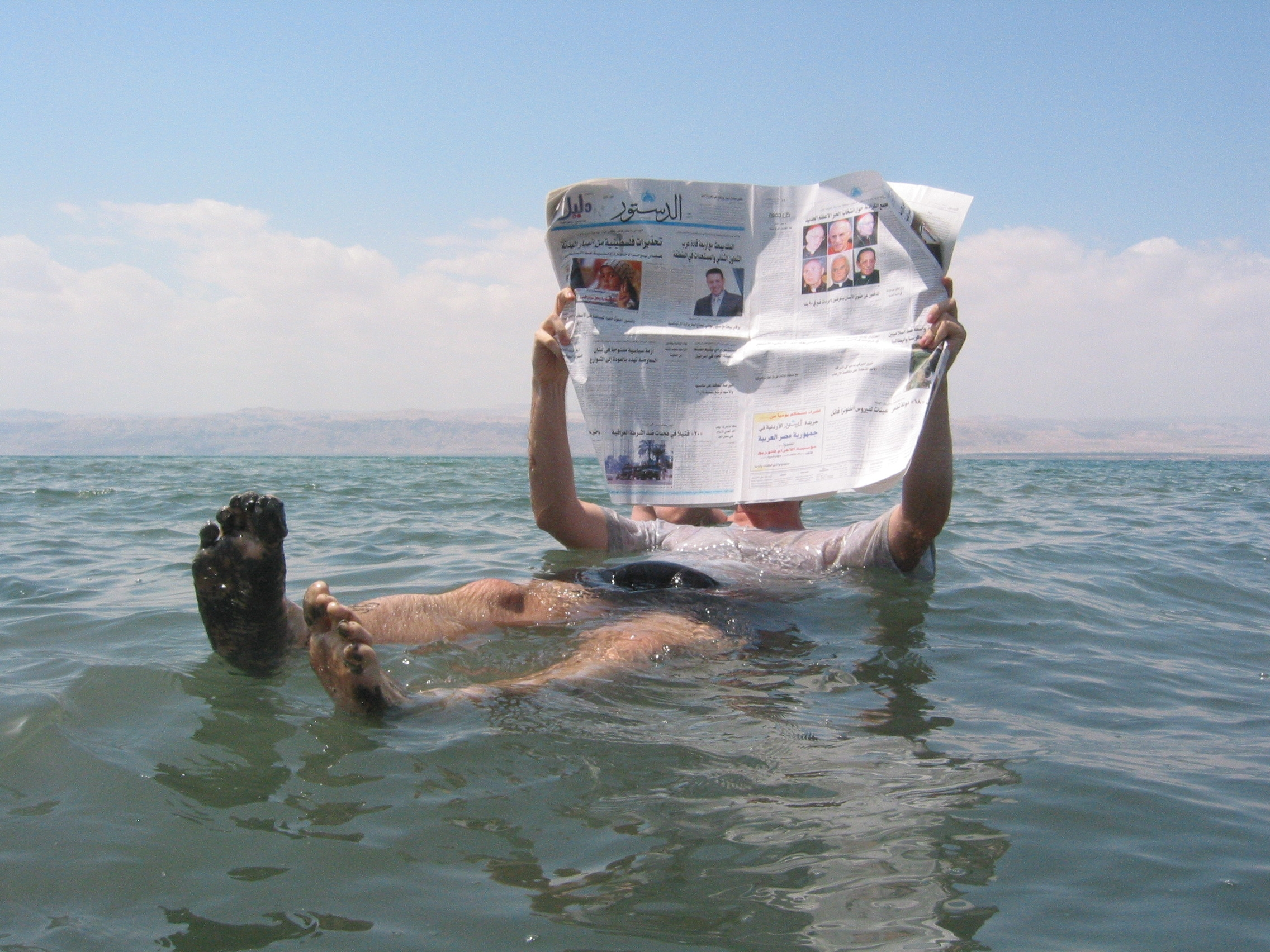
사해의 물 위에 뜨는 사람

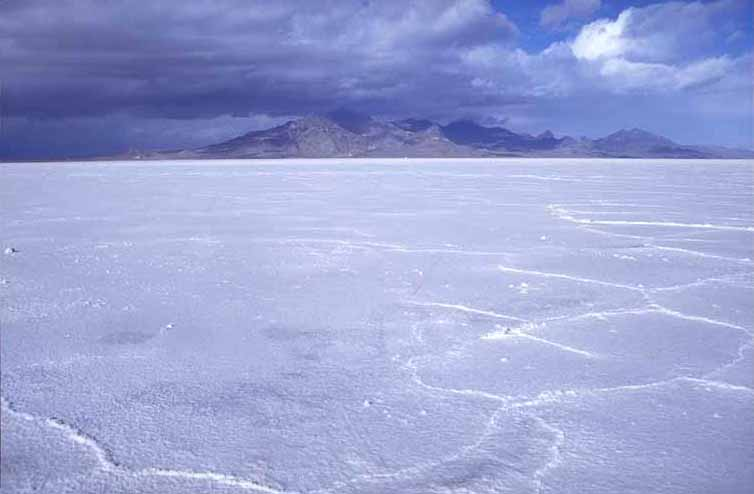
고대의 소금 호수의 흔적인 보너빌 호수

염호(鹽湖, salt lake, saline lake) 또는 염수호(소금 호수)는 육지에 갇힌 내륙 호수의 염분(주성분은 염화나트륨) 및 기타 염류의 농도가 보통 담수호보다 높은 호수이다. 좁은 의미에서는 호숫물 1L당 염류의 총 이온 농도가 3,000 mg(3g) 이상인 호수로 정의된다. 특히, 염류 중에서도 염화나트륨이 주요 요인이다. 염호 중에서는 바닷물보다 염분 농도가 높은 호수도 존재한다. 넓은 의미에서는 하천과 해수의 유입으로 염분을 포함하게 된 기수 호수를 포함하여 사용하기도 한다.

## 개요
내륙 호수가 염호가 되기 위해서는 미량의 염분과 미네랄을 포함한 담수가 하천에서 호수로 오로지 들어오기만 해야하고, 이렇게 가둬진 담수가 다량으로 증발되어 염분이 빠져나갈 수 없어야 한다. 활발한 증발이 염호의 형성조건 중의 하나이기 때문에 건조 및 반건조 지대에 만들어지는 경우가 많다. 유입되는 물의 양이 증발하는 물의 양보다 적은 경우 결국 염호는 소멸하고 갯벌이나 호수의 흔적만 있는 웅덩이에 소금 등의 염류 퇴적물이 모인 염류 평원(플라야 playa, 알칼리 플랫 alkali flat, 사브카 sabkha, 솔트 플랫 salt flat, 솔트 팬 salt pan)이 된다.
염호와 염류 평원은 천연 염전으로 이용되어 소금이 채취된다. 또한 염호와 갯벌의 높은 염분 농도는 염생 식물 등 주위에 독특한 식물상 및 동물군을 조성한다.

## 유명한 염호
세계적인 염호로는 카스피해, 아랄해, 발하시호, 그레이트솔트호(면적 기준)을 들 수 있다. 세계에서 가장 높은 곳에 있는 염호는 티베트 자치구 남초호이며, 가장 낮은 위치에 있는 염호는 사해이다.
카스피해 북쪽 저지대에 있는 바스쿤챠크 호수는 8세기 이후 소금 생산이 활발했고, 실크로드를 통해 동서양 각지로 수출되었다. 오늘날에도 바스쿤챠크 소금은 99.8%의 높은 순도의 염화나트륨으로 이름이 높으며, 연간 150만톤에서 500만톤을 채굴하는데 이는 러시아 소금 생산의 80%를 차지하는 양이다.
한편, 중국의 유명한 염호로는, 중국 최대의 염호이자 세계 제2의 염호로 알려진 칭하이성 하이시 몽골족 티베트족 자치주에 있는 차르한 염호가 있으며, 산서성 윈청시 염호 지역에 있는“제저우(解州)의 염지”는 규모는 앞에서 언급한 염호와 규모로는 비교가 되지 않을 만큼 작지만, 옛날부터 중국의 혼란기에 각 정권이 쟁취하고자 했던 요지로 알려져 있다.

## 갤러리

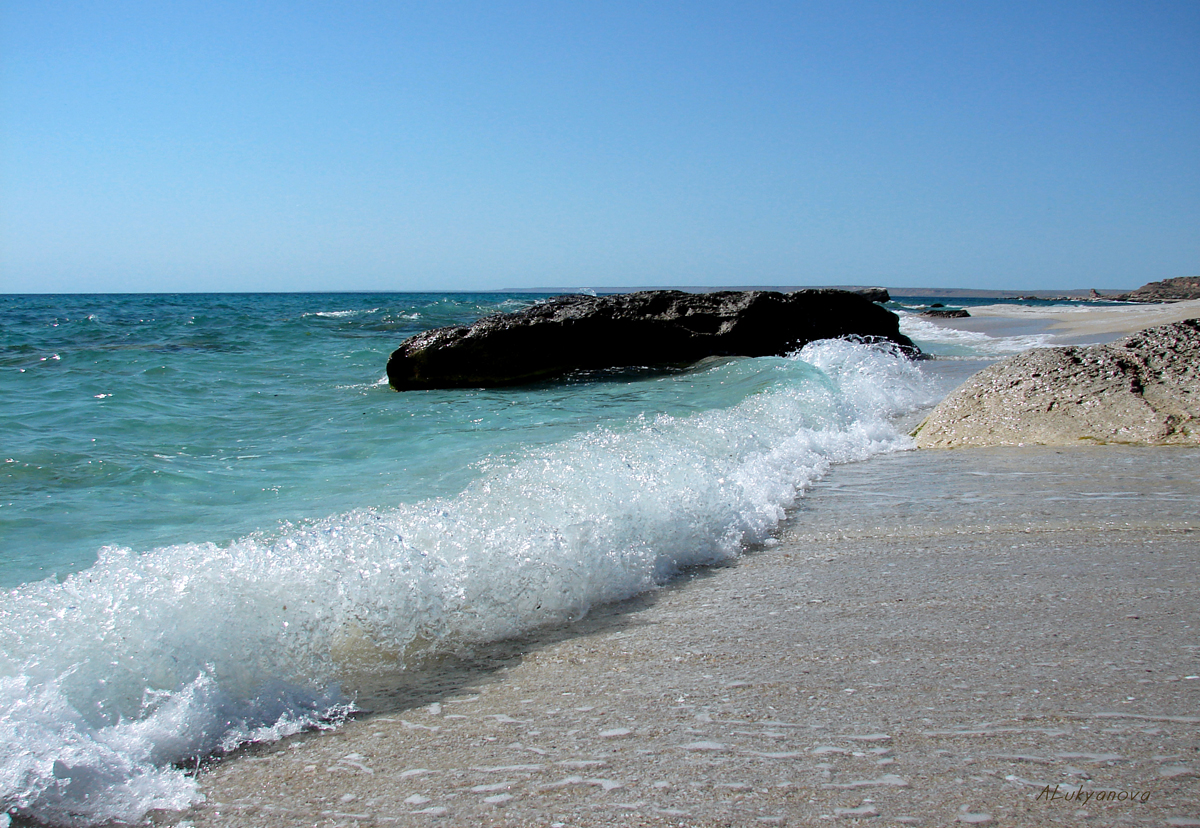
카스피해, 카자흐스탄
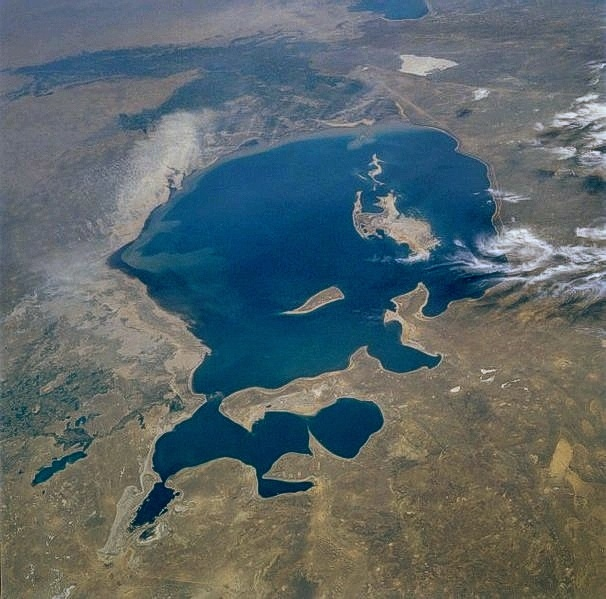
아랄해의 위성사진, 1985년
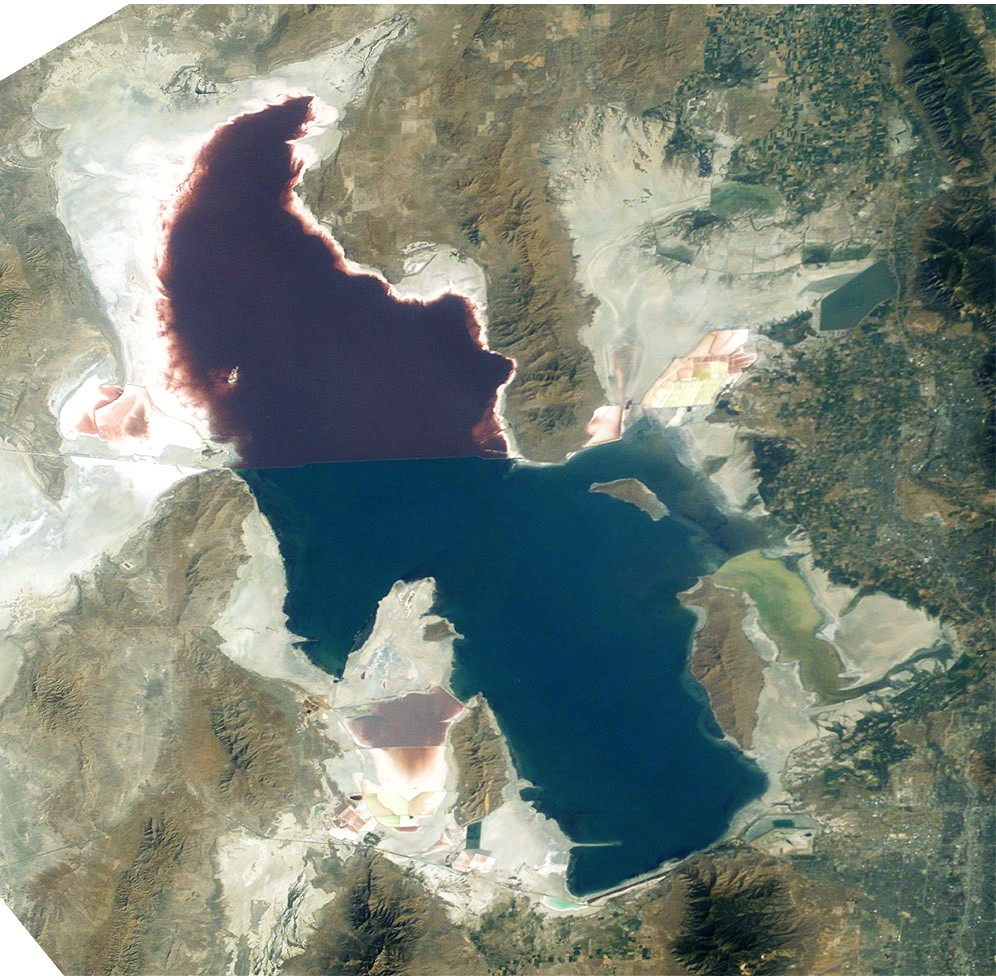
그레이트솔트호의 위성사진
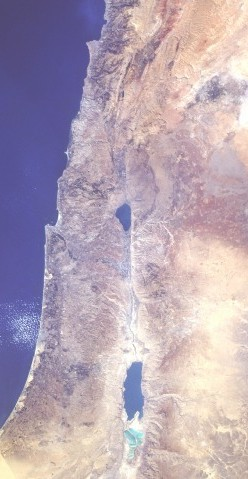
사해의 위성사진
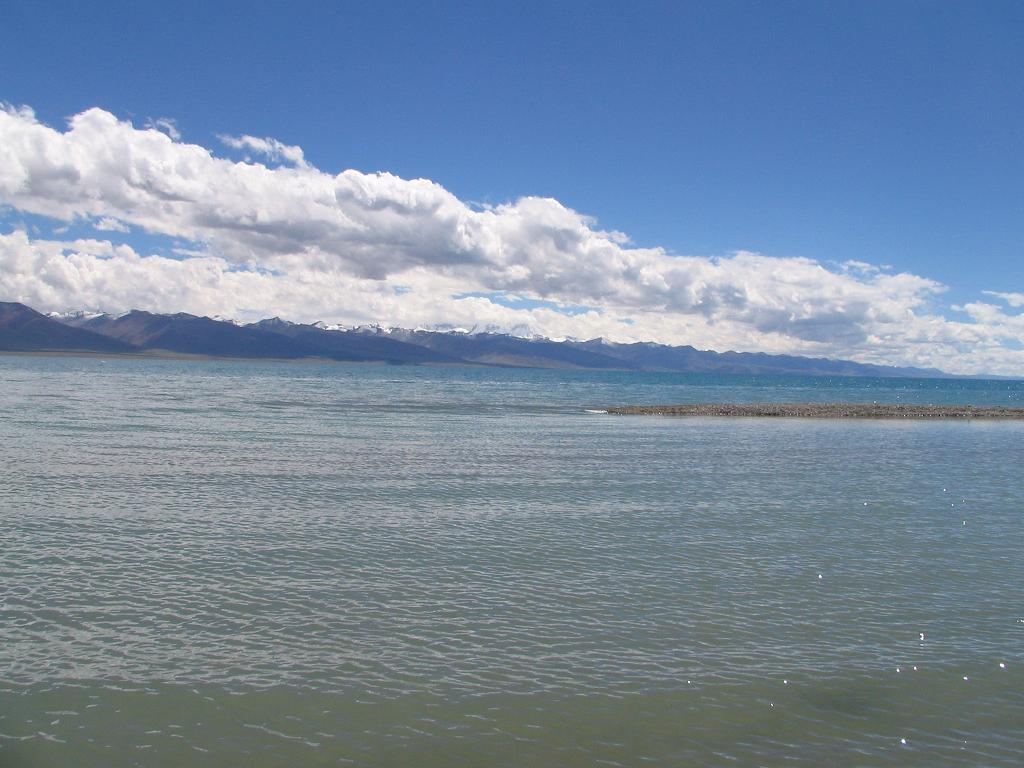
남초호
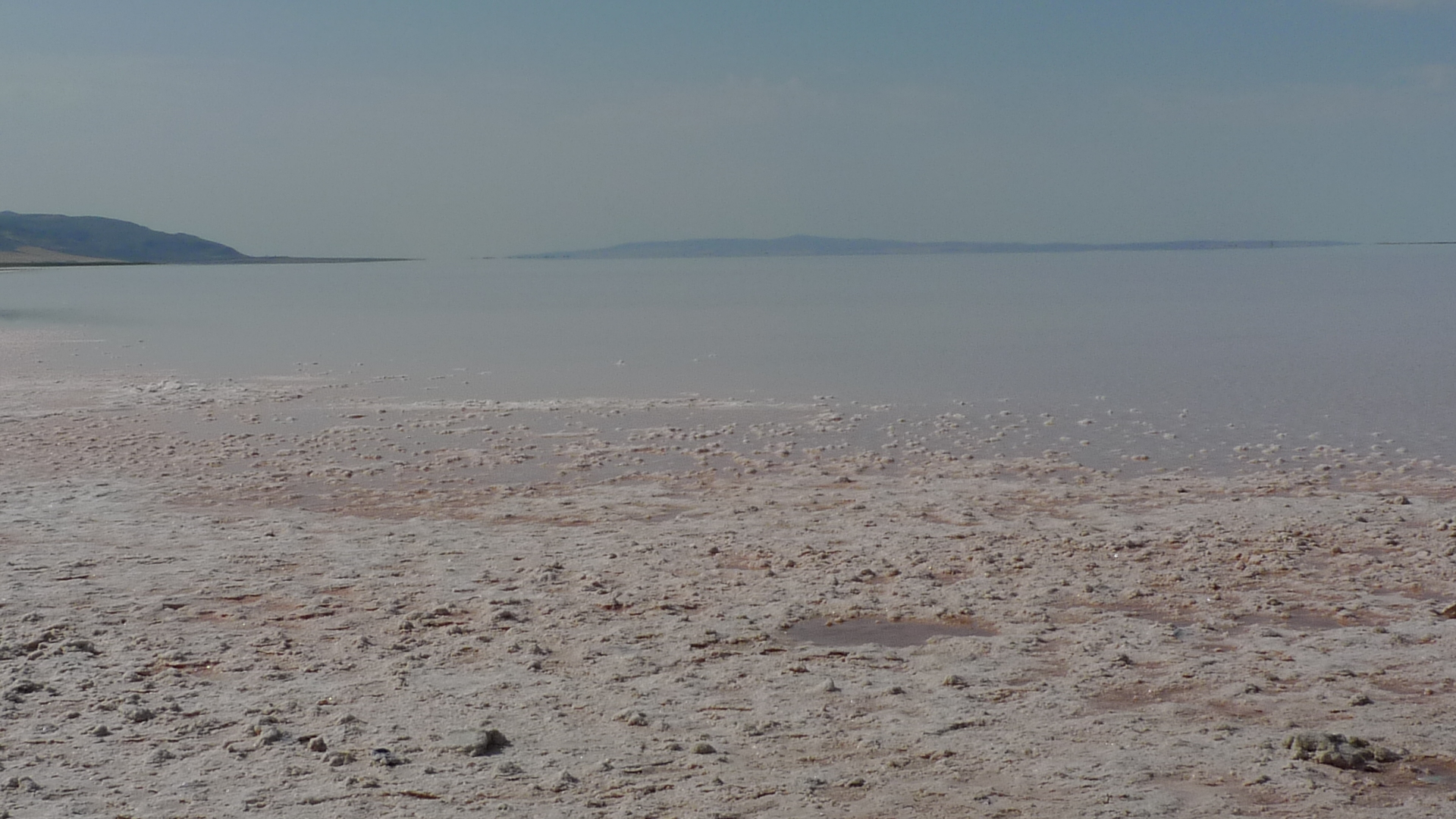
터키의 투즈 호수
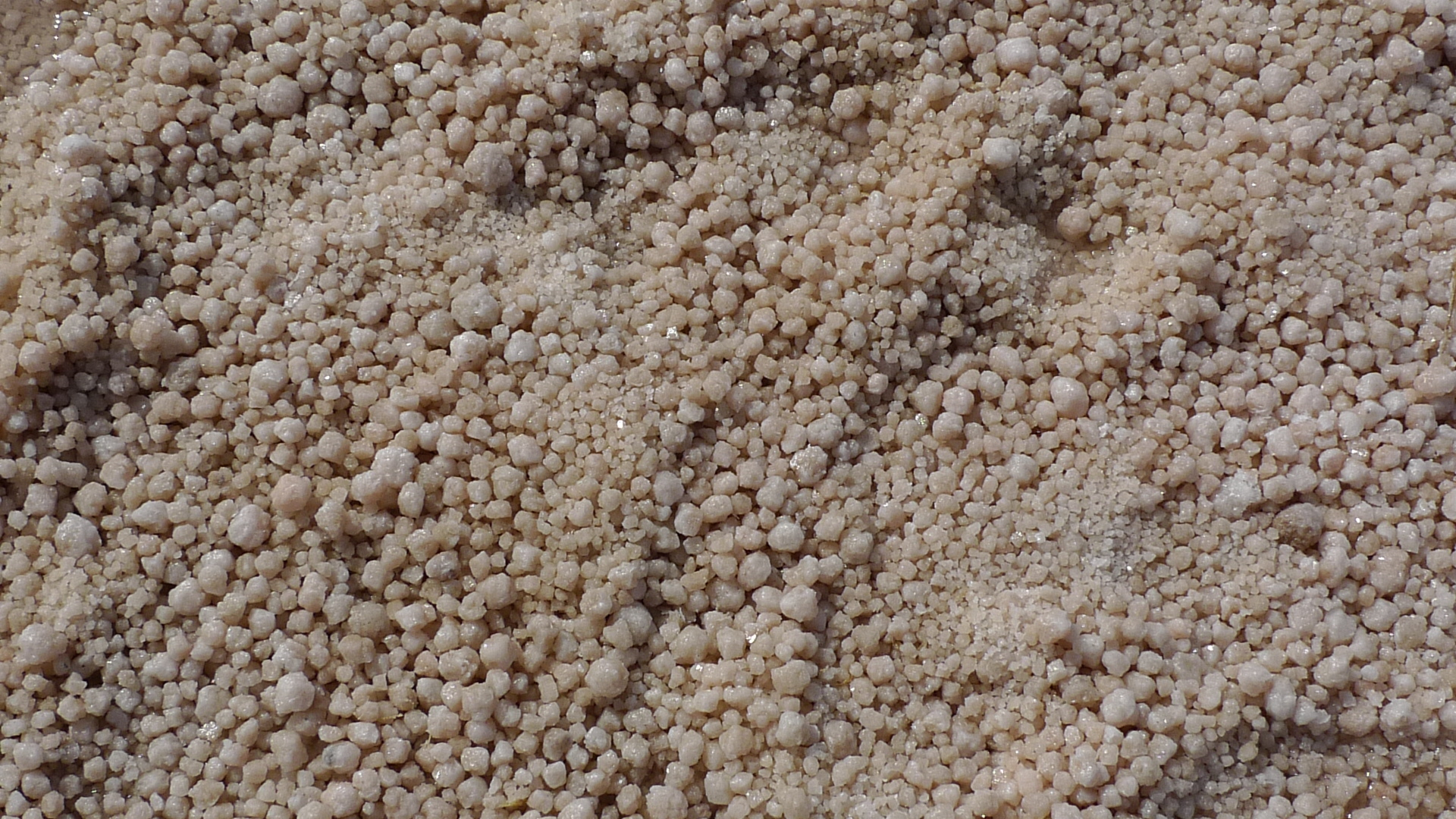
건기가 되면 물은 증발하여 딱딱한 소금 층을 형성한다.